# 식품안전정책위원회
식품안전정책위원회는 범정부 식품안전추진체계를 구축함으로써 다수부처에서 담당하고 있는 식품안전정책의 효율적 추진을 도모하기 위하여 2008년에 설치된 국무총리실 소속의 심의위원회이다.

## 설치 근거
- 식품안전기본법 제7조제1항

## 주요 기능
- 식품안전관리 기본계획에 관한 사항
- 식품 등의 안전 관련 주요 정책에 관한 사항
- 국민건강에 중대한 영향을 미칠 수 있는 식품안전법령 등 식품 등의 안전에 관한 기준·규격의 제정·개정에 관한 사항
- 국민건강에 중대한 영향을 미칠 수 있는 식품등에 대한 위해성 평가에 관한 사항
- 중대한 식품등의 안전사고에 대한 종합대응방안에 관한 사항
- 그 밖에 식품등의 안전에 관한 중요한 사항으로 위원장이 부의하는 사항

## 위원회 구성
- 위원장 : 국무총리(당연직)
- 당연직 (9명) : 기획재정부장관, 교육부장관, 법무부장관, 농림축산식품부장관, 보건복지부장관, 환경부장관, 해양수산부장관, 식품의약품안전처장, 국무조정실장
- 위촉직 (10명) : 학계 4명, 기업계 2명, 법조계 1명, 언론계 1명, 기타 협회 등 2명

### 분과위원회
- 기획제도전문위원회
- 긴급대응전문위원회
- 화학물질전문위원회
- 미생물전문위원회
- 신식품전문위원회

## 주요 활동실적
- 2010년 식품안전관리시행계획
- 농수산물 원산지 표시제 확대
- 어린이 기호식품 신호등 표시제 대상식품 확정을 위한 '어린이 식생활 안전관리 특별법 시행규칙' 개정안 등 심의